# Detonation
En detonation er en eksplosion, hvor eksplosionsgasserne udvider sig med en hastighed, som overstiger lydens.
| Naturvidenskab | Spire Denne naturvidenskabsartikel er en spire som bør udbygges. Du er velkommen til at hjælpe Wikipedia ved at udvide den. |